# Nijō Mitsumoto
Nijō Mitsumoto (二条 満基?   1383 – 21 de enero de 1411) fue un kugyō (cortesano japonés de clase alta) que vivió durante la era Muromachi. Fue miembro de la familia Nijō (derivada del clan Fujiwara) e hijo del regente Nijō Morotsugu. Nació con el nombre de Michitada (道忠?), pero en 1397 cambió a Mitsumoto tomando un carácter del nombre del shogun Ashikaga Yoshimitsu en su honor.

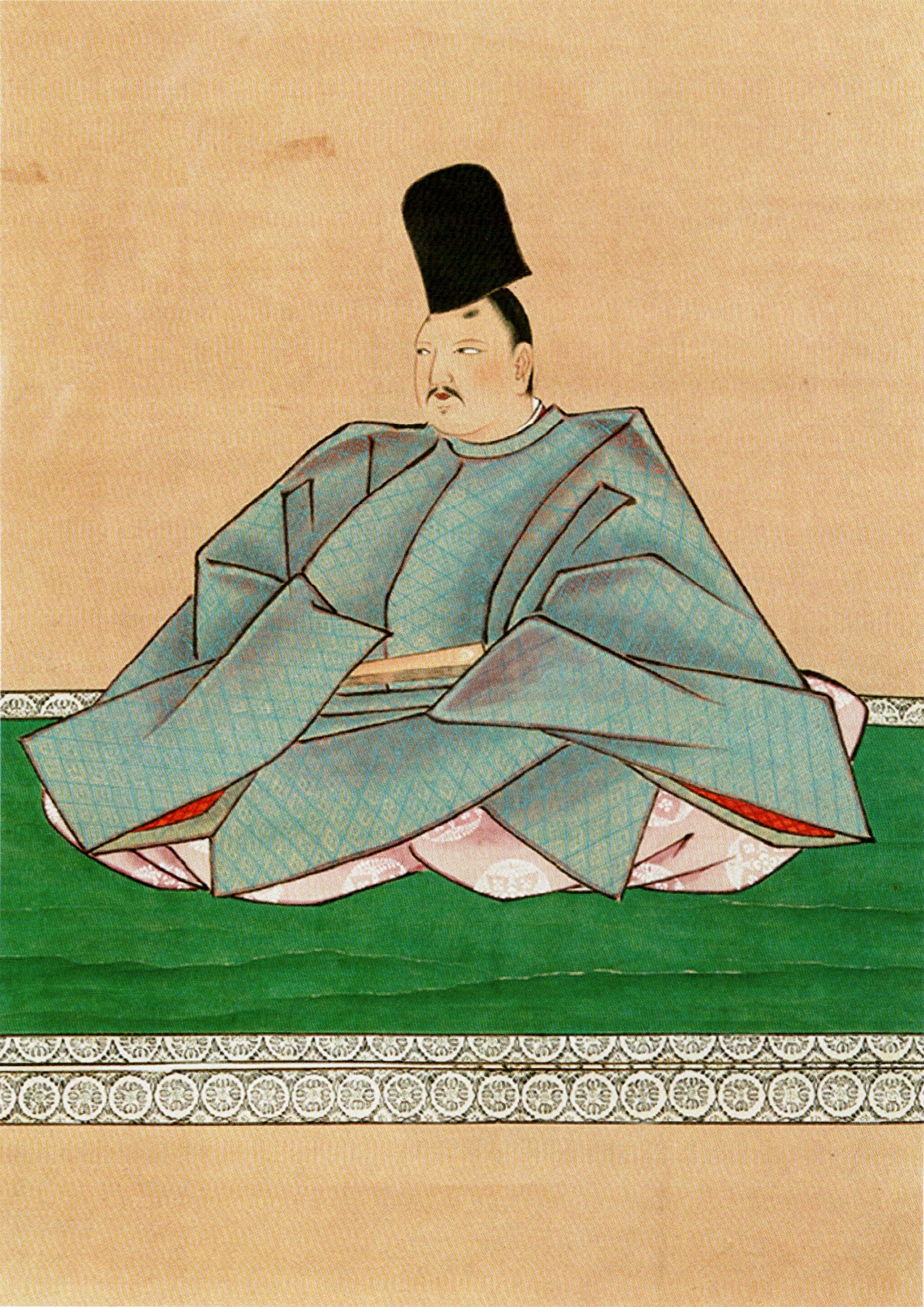
Ilustración de Nijō Mitsumoto.

Ingresó a la corte imperial en 1393 con el rango shōgoi inferior, pero en 1394 ascendió varios rangos hasta jusanmi y nombrado gonchūnagon. En 1395 fue promovido a gondainagon y ascendido al rango shōsanmi, en 1396 ascendió al rango junii y en 1399 al rango shōnii, también se convirtió líder de la familia Nijō.
Fue designado naidaijin en 1403 y ascendido a sadaijin en 1409. También en 1409 fue nombrado kanpaku (regente) del Emperador Go-Komatsu hasta su repentina muerte en 1411. En 1410 fue ascendido al rango juichii.
Adoptó a su hermano menor Nijō Mochimoto como su hijo.
Como poeta de waka, uno de sus poemas fue incluido en la antología poética Shin Shokukokin Wakashū.